# Размен (шахматы)
Разме́н — ход, которым собственная фигура отдаётся за такую же или равноценную фигуру партнёра.

## Ряд положений
Процесс шахматной борьбы состоит в обобщенном размене.Михаил Ботвинник
- В равной позиции размен случается из-за того, что оба соперника стремятся к одному и тому же.
- В эндшпиле размен более важен, чем в дебюте или миттельшпиле. Такое утверждение основывается на том, что участие на доске меньшего количества фигур делает их более значимыми.
- При атаке размен обороняющих фигур обычно ослабляет сопротивление защищающейся стороны.
- Размен «плохой» фигуры на «хорошую» улучшает позицию.
- Размен равноценных фигур облегчает реализацию материального перевеса.

## Мотивы разменов
|   | a | b | c | d | e | f | g | h |   |
| - | --- | --- | --- | --- | --- | --- | --- | --- | - |
| 8 | b8 чёрный слон · c8 чёрная ладья · g8 чёрный король · f7 чёрная пешка · g7 чёрная пешка · c6 чёрная пешка · h6 чёрная пешка · d5 чёрная пешка · e4 белая пешка · a3 белая пешка · b3 чёрная ладья · f3 белая пешка · h3 белый конь · b2 белая пешка · e2 белая ладья · g2 белая пешка · h2 чёрный конь · c1 белый слон · e1 белая ладья · h1 белый король | b8 чёрный слон · c8 чёрная ладья · g8 чёрный король · f7 чёрная пешка · g7 чёрная пешка · c6 чёрная пешка · h6 чёрная пешка · d5 чёрная пешка · e4 белая пешка · a3 белая пешка · b3 чёрная ладья · f3 белая пешка · h3 белый конь · b2 белая пешка · e2 белая ладья · g2 белая пешка · h2 чёрный конь · c1 белый слон · e1 белая ладья · h1 белый король | b8 чёрный слон · c8 чёрная ладья · g8 чёрный король · f7 чёрная пешка · g7 чёрная пешка · c6 чёрная пешка · h6 чёрная пешка · d5 чёрная пешка · e4 белая пешка · a3 белая пешка · b3 чёрная ладья · f3 белая пешка · h3 белый конь · b2 белая пешка · e2 белая ладья · g2 белая пешка · h2 чёрный конь · c1 белый слон · e1 белая ладья · h1 белый король | b8 чёрный слон · c8 чёрная ладья · g8 чёрный король · f7 чёрная пешка · g7 чёрная пешка · c6 чёрная пешка · h6 чёрная пешка · d5 чёрная пешка · e4 белая пешка · a3 белая пешка · b3 чёрная ладья · f3 белая пешка · h3 белый конь · b2 белая пешка · e2 белая ладья · g2 белая пешка · h2 чёрный конь · c1 белый слон · e1 белая ладья · h1 белый король | b8 чёрный слон · c8 чёрная ладья · g8 чёрный король · f7 чёрная пешка · g7 чёрная пешка · c6 чёрная пешка · h6 чёрная пешка · d5 чёрная пешка · e4 белая пешка · a3 белая пешка · b3 чёрная ладья · f3 белая пешка · h3 белый конь · b2 белая пешка · e2 белая ладья · g2 белая пешка · h2 чёрный конь · c1 белый слон · e1 белая ладья · h1 белый король | b8 чёрный слон · c8 чёрная ладья · g8 чёрный король · f7 чёрная пешка · g7 чёрная пешка · c6 чёрная пешка · h6 чёрная пешка · d5 чёрная пешка · e4 белая пешка · a3 белая пешка · b3 чёрная ладья · f3 белая пешка · h3 белый конь · b2 белая пешка · e2 белая ладья · g2 белая пешка · h2 чёрный конь · c1 белый слон · e1 белая ладья · h1 белый король | b8 чёрный слон · c8 чёрная ладья · g8 чёрный король · f7 чёрная пешка · g7 чёрная пешка · c6 чёрная пешка · h6 чёрная пешка · d5 чёрная пешка · e4 белая пешка · a3 белая пешка · b3 чёрная ладья · f3 белая пешка · h3 белый конь · b2 белая пешка · e2 белая ладья · g2 белая пешка · h2 чёрный конь · c1 белый слон · e1 белая ладья · h1 белый король | b8 чёрный слон · c8 чёрная ладья · g8 чёрный король · f7 чёрная пешка · g7 чёрная пешка · c6 чёрная пешка · h6 чёрная пешка · d5 чёрная пешка · e4 белая пешка · a3 белая пешка · b3 чёрная ладья · f3 белая пешка · h3 белый конь · b2 белая пешка · e2 белая ладья · g2 белая пешка · h2 чёрный конь · c1 белый слон · e1 белая ладья · h1 белый король | 8 |
| 7 | b8 чёрный слон · c8 чёрная ладья · g8 чёрный король · f7 чёрная пешка · g7 чёрная пешка · c6 чёрная пешка · h6 чёрная пешка · d5 чёрная пешка · e4 белая пешка · a3 белая пешка · b3 чёрная ладья · f3 белая пешка · h3 белый конь · b2 белая пешка · e2 белая ладья · g2 белая пешка · h2 чёрный конь · c1 белый слон · e1 белая ладья · h1 белый король | b8 чёрный слон · c8 чёрная ладья · g8 чёрный король · f7 чёрная пешка · g7 чёрная пешка · c6 чёрная пешка · h6 чёрная пешка · d5 чёрная пешка · e4 белая пешка · a3 белая пешка · b3 чёрная ладья · f3 белая пешка · h3 белый конь · b2 белая пешка · e2 белая ладья · g2 белая пешка · h2 чёрный конь · c1 белый слон · e1 белая ладья · h1 белый король | b8 чёрный слон · c8 чёрная ладья · g8 чёрный король · f7 чёрная пешка · g7 чёрная пешка · c6 чёрная пешка · h6 чёрная пешка · d5 чёрная пешка · e4 белая пешка · a3 белая пешка · b3 чёрная ладья · f3 белая пешка · h3 белый конь · b2 белая пешка · e2 белая ладья · g2 белая пешка · h2 чёрный конь · c1 белый слон · e1 белая ладья · h1 белый король | b8 чёрный слон · c8 чёрная ладья · g8 чёрный король · f7 чёрная пешка · g7 чёрная пешка · c6 чёрная пешка · h6 чёрная пешка · d5 чёрная пешка · e4 белая пешка · a3 белая пешка · b3 чёрная ладья · f3 белая пешка · h3 белый конь · b2 белая пешка · e2 белая ладья · g2 белая пешка · h2 чёрный конь · c1 белый слон · e1 белая ладья · h1 белый король | b8 чёрный слон · c8 чёрная ладья · g8 чёрный король · f7 чёрная пешка · g7 чёрная пешка · c6 чёрная пешка · h6 чёрная пешка · d5 чёрная пешка · e4 белая пешка · a3 белая пешка · b3 чёрная ладья · f3 белая пешка · h3 белый конь · b2 белая пешка · e2 белая ладья · g2 белая пешка · h2 чёрный конь · c1 белый слон · e1 белая ладья · h1 белый король | b8 чёрный слон · c8 чёрная ладья · g8 чёрный король · f7 чёрная пешка · g7 чёрная пешка · c6 чёрная пешка · h6 чёрная пешка · d5 чёрная пешка · e4 белая пешка · a3 белая пешка · b3 чёрная ладья · f3 белая пешка · h3 белый конь · b2 белая пешка · e2 белая ладья · g2 белая пешка · h2 чёрный конь · c1 белый слон · e1 белая ладья · h1 белый король | b8 чёрный слон · c8 чёрная ладья · g8 чёрный король · f7 чёрная пешка · g7 чёрная пешка · c6 чёрная пешка · h6 чёрная пешка · d5 чёрная пешка · e4 белая пешка · a3 белая пешка · b3 чёрная ладья · f3 белая пешка · h3 белый конь · b2 белая пешка · e2 белая ладья · g2 белая пешка · h2 чёрный конь · c1 белый слон · e1 белая ладья · h1 белый король | b8 чёрный слон · c8 чёрная ладья · g8 чёрный король · f7 чёрная пешка · g7 чёрная пешка · c6 чёрная пешка · h6 чёрная пешка · d5 чёрная пешка · e4 белая пешка · a3 белая пешка · b3 чёрная ладья · f3 белая пешка · h3 белый конь · b2 белая пешка · e2 белая ладья · g2 белая пешка · h2 чёрный конь · c1 белый слон · e1 белая ладья · h1 белый король | 7 |
| 6 | b8 чёрный слон · c8 чёрная ладья · g8 чёрный король · f7 чёрная пешка · g7 чёрная пешка · c6 чёрная пешка · h6 чёрная пешка · d5 чёрная пешка · e4 белая пешка · a3 белая пешка · b3 чёрная ладья · f3 белая пешка · h3 белый конь · b2 белая пешка · e2 белая ладья · g2 белая пешка · h2 чёрный конь · c1 белый слон · e1 белая ладья · h1 белый король | b8 чёрный слон · c8 чёрная ладья · g8 чёрный король · f7 чёрная пешка · g7 чёрная пешка · c6 чёрная пешка · h6 чёрная пешка · d5 чёрная пешка · e4 белая пешка · a3 белая пешка · b3 чёрная ладья · f3 белая пешка · h3 белый конь · b2 белая пешка · e2 белая ладья · g2 белая пешка · h2 чёрный конь · c1 белый слон · e1 белая ладья · h1 белый король | b8 чёрный слон · c8 чёрная ладья · g8 чёрный король · f7 чёрная пешка · g7 чёрная пешка · c6 чёрная пешка · h6 чёрная пешка · d5 чёрная пешка · e4 белая пешка · a3 белая пешка · b3 чёрная ладья · f3 белая пешка · h3 белый конь · b2 белая пешка · e2 белая ладья · g2 белая пешка · h2 чёрный конь · c1 белый слон · e1 белая ладья · h1 белый король | b8 чёрный слон · c8 чёрная ладья · g8 чёрный король · f7 чёрная пешка · g7 чёрная пешка · c6 чёрная пешка · h6 чёрная пешка · d5 чёрная пешка · e4 белая пешка · a3 белая пешка · b3 чёрная ладья · f3 белая пешка · h3 белый конь · b2 белая пешка · e2 белая ладья · g2 белая пешка · h2 чёрный конь · c1 белый слон · e1 белая ладья · h1 белый король | b8 чёрный слон · c8 чёрная ладья · g8 чёрный король · f7 чёрная пешка · g7 чёрная пешка · c6 чёрная пешка · h6 чёрная пешка · d5 чёрная пешка · e4 белая пешка · a3 белая пешка · b3 чёрная ладья · f3 белая пешка · h3 белый конь · b2 белая пешка · e2 белая ладья · g2 белая пешка · h2 чёрный конь · c1 белый слон · e1 белая ладья · h1 белый король | b8 чёрный слон · c8 чёрная ладья · g8 чёрный король · f7 чёрная пешка · g7 чёрная пешка · c6 чёрная пешка · h6 чёрная пешка · d5 чёрная пешка · e4 белая пешка · a3 белая пешка · b3 чёрная ладья · f3 белая пешка · h3 белый конь · b2 белая пешка · e2 белая ладья · g2 белая пешка · h2 чёрный конь · c1 белый слон · e1 белая ладья · h1 белый король | b8 чёрный слон · c8 чёрная ладья · g8 чёрный король · f7 чёрная пешка · g7 чёрная пешка · c6 чёрная пешка · h6 чёрная пешка · d5 чёрная пешка · e4 белая пешка · a3 белая пешка · b3 чёрная ладья · f3 белая пешка · h3 белый конь · b2 белая пешка · e2 белая ладья · g2 белая пешка · h2 чёрный конь · c1 белый слон · e1 белая ладья · h1 белый король | b8 чёрный слон · c8 чёрная ладья · g8 чёрный король · f7 чёрная пешка · g7 чёрная пешка · c6 чёрная пешка · h6 чёрная пешка · d5 чёрная пешка · e4 белая пешка · a3 белая пешка · b3 чёрная ладья · f3 белая пешка · h3 белый конь · b2 белая пешка · e2 белая ладья · g2 белая пешка · h2 чёрный конь · c1 белый слон · e1 белая ладья · h1 белый король | 6 |
| 5 | b8 чёрный слон · c8 чёрная ладья · g8 чёрный король · f7 чёрная пешка · g7 чёрная пешка · c6 чёрная пешка · h6 чёрная пешка · d5 чёрная пешка · e4 белая пешка · a3 белая пешка · b3 чёрная ладья · f3 белая пешка · h3 белый конь · b2 белая пешка · e2 белая ладья · g2 белая пешка · h2 чёрный конь · c1 белый слон · e1 белая ладья · h1 белый король | b8 чёрный слон · c8 чёрная ладья · g8 чёрный король · f7 чёрная пешка · g7 чёрная пешка · c6 чёрная пешка · h6 чёрная пешка · d5 чёрная пешка · e4 белая пешка · a3 белая пешка · b3 чёрная ладья · f3 белая пешка · h3 белый конь · b2 белая пешка · e2 белая ладья · g2 белая пешка · h2 чёрный конь · c1 белый слон · e1 белая ладья · h1 белый король | b8 чёрный слон · c8 чёрная ладья · g8 чёрный король · f7 чёрная пешка · g7 чёрная пешка · c6 чёрная пешка · h6 чёрная пешка · d5 чёрная пешка · e4 белая пешка · a3 белая пешка · b3 чёрная ладья · f3 белая пешка · h3 белый конь · b2 белая пешка · e2 белая ладья · g2 белая пешка · h2 чёрный конь · c1 белый слон · e1 белая ладья · h1 белый король | b8 чёрный слон · c8 чёрная ладья · g8 чёрный король · f7 чёрная пешка · g7 чёрная пешка · c6 чёрная пешка · h6 чёрная пешка · d5 чёрная пешка · e4 белая пешка · a3 белая пешка · b3 чёрная ладья · f3 белая пешка · h3 белый конь · b2 белая пешка · e2 белая ладья · g2 белая пешка · h2 чёрный конь · c1 белый слон · e1 белая ладья · h1 белый король | b8 чёрный слон · c8 чёрная ладья · g8 чёрный король · f7 чёрная пешка · g7 чёрная пешка · c6 чёрная пешка · h6 чёрная пешка · d5 чёрная пешка · e4 белая пешка · a3 белая пешка · b3 чёрная ладья · f3 белая пешка · h3 белый конь · b2 белая пешка · e2 белая ладья · g2 белая пешка · h2 чёрный конь · c1 белый слон · e1 белая ладья · h1 белый король | b8 чёрный слон · c8 чёрная ладья · g8 чёрный король · f7 чёрная пешка · g7 чёрная пешка · c6 чёрная пешка · h6 чёрная пешка · d5 чёрная пешка · e4 белая пешка · a3 белая пешка · b3 чёрная ладья · f3 белая пешка · h3 белый конь · b2 белая пешка · e2 белая ладья · g2 белая пешка · h2 чёрный конь · c1 белый слон · e1 белая ладья · h1 белый король | b8 чёрный слон · c8 чёрная ладья · g8 чёрный король · f7 чёрная пешка · g7 чёрная пешка · c6 чёрная пешка · h6 чёрная пешка · d5 чёрная пешка · e4 белая пешка · a3 белая пешка · b3 чёрная ладья · f3 белая пешка · h3 белый конь · b2 белая пешка · e2 белая ладья · g2 белая пешка · h2 чёрный конь · c1 белый слон · e1 белая ладья · h1 белый король | b8 чёрный слон · c8 чёрная ладья · g8 чёрный король · f7 чёрная пешка · g7 чёрная пешка · c6 чёрная пешка · h6 чёрная пешка · d5 чёрная пешка · e4 белая пешка · a3 белая пешка · b3 чёрная ладья · f3 белая пешка · h3 белый конь · b2 белая пешка · e2 белая ладья · g2 белая пешка · h2 чёрный конь · c1 белый слон · e1 белая ладья · h1 белый король | 5 |
| 4 | b8 чёрный слон · c8 чёрная ладья · g8 чёрный король · f7 чёрная пешка · g7 чёрная пешка · c6 чёрная пешка · h6 чёрная пешка · d5 чёрная пешка · e4 белая пешка · a3 белая пешка · b3 чёрная ладья · f3 белая пешка · h3 белый конь · b2 белая пешка · e2 белая ладья · g2 белая пешка · h2 чёрный конь · c1 белый слон · e1 белая ладья · h1 белый король | b8 чёрный слон · c8 чёрная ладья · g8 чёрный король · f7 чёрная пешка · g7 чёрная пешка · c6 чёрная пешка · h6 чёрная пешка · d5 чёрная пешка · e4 белая пешка · a3 белая пешка · b3 чёрная ладья · f3 белая пешка · h3 белый конь · b2 белая пешка · e2 белая ладья · g2 белая пешка · h2 чёрный конь · c1 белый слон · e1 белая ладья · h1 белый король | b8 чёрный слон · c8 чёрная ладья · g8 чёрный король · f7 чёрная пешка · g7 чёрная пешка · c6 чёрная пешка · h6 чёрная пешка · d5 чёрная пешка · e4 белая пешка · a3 белая пешка · b3 чёрная ладья · f3 белая пешка · h3 белый конь · b2 белая пешка · e2 белая ладья · g2 белая пешка · h2 чёрный конь · c1 белый слон · e1 белая ладья · h1 белый король | b8 чёрный слон · c8 чёрная ладья · g8 чёрный король · f7 чёрная пешка · g7 чёрная пешка · c6 чёрная пешка · h6 чёрная пешка · d5 чёрная пешка · e4 белая пешка · a3 белая пешка · b3 чёрная ладья · f3 белая пешка · h3 белый конь · b2 белая пешка · e2 белая ладья · g2 белая пешка · h2 чёрный конь · c1 белый слон · e1 белая ладья · h1 белый король | b8 чёрный слон · c8 чёрная ладья · g8 чёрный король · f7 чёрная пешка · g7 чёрная пешка · c6 чёрная пешка · h6 чёрная пешка · d5 чёрная пешка · e4 белая пешка · a3 белая пешка · b3 чёрная ладья · f3 белая пешка · h3 белый конь · b2 белая пешка · e2 белая ладья · g2 белая пешка · h2 чёрный конь · c1 белый слон · e1 белая ладья · h1 белый король | b8 чёрный слон · c8 чёрная ладья · g8 чёрный король · f7 чёрная пешка · g7 чёрная пешка · c6 чёрная пешка · h6 чёрная пешка · d5 чёрная пешка · e4 белая пешка · a3 белая пешка · b3 чёрная ладья · f3 белая пешка · h3 белый конь · b2 белая пешка · e2 белая ладья · g2 белая пешка · h2 чёрный конь · c1 белый слон · e1 белая ладья · h1 белый король | b8 чёрный слон · c8 чёрная ладья · g8 чёрный король · f7 чёрная пешка · g7 чёрная пешка · c6 чёрная пешка · h6 чёрная пешка · d5 чёрная пешка · e4 белая пешка · a3 белая пешка · b3 чёрная ладья · f3 белая пешка · h3 белый конь · b2 белая пешка · e2 белая ладья · g2 белая пешка · h2 чёрный конь · c1 белый слон · e1 белая ладья · h1 белый король | b8 чёрный слон · c8 чёрная ладья · g8 чёрный король · f7 чёрная пешка · g7 чёрная пешка · c6 чёрная пешка · h6 чёрная пешка · d5 чёрная пешка · e4 белая пешка · a3 белая пешка · b3 чёрная ладья · f3 белая пешка · h3 белый конь · b2 белая пешка · e2 белая ладья · g2 белая пешка · h2 чёрный конь · c1 белый слон · e1 белая ладья · h1 белый король | 4 |
| 3 | b8 чёрный слон · c8 чёрная ладья · g8 чёрный король · f7 чёрная пешка · g7 чёрная пешка · c6 чёрная пешка · h6 чёрная пешка · d5 чёрная пешка · e4 белая пешка · a3 белая пешка · b3 чёрная ладья · f3 белая пешка · h3 белый конь · b2 белая пешка · e2 белая ладья · g2 белая пешка · h2 чёрный конь · c1 белый слон · e1 белая ладья · h1 белый король | b8 чёрный слон · c8 чёрная ладья · g8 чёрный король · f7 чёрная пешка · g7 чёрная пешка · c6 чёрная пешка · h6 чёрная пешка · d5 чёрная пешка · e4 белая пешка · a3 белая пешка · b3 чёрная ладья · f3 белая пешка · h3 белый конь · b2 белая пешка · e2 белая ладья · g2 белая пешка · h2 чёрный конь · c1 белый слон · e1 белая ладья · h1 белый король | b8 чёрный слон · c8 чёрная ладья · g8 чёрный король · f7 чёрная пешка · g7 чёрная пешка · c6 чёрная пешка · h6 чёрная пешка · d5 чёрная пешка · e4 белая пешка · a3 белая пешка · b3 чёрная ладья · f3 белая пешка · h3 белый конь · b2 белая пешка · e2 белая ладья · g2 белая пешка · h2 чёрный конь · c1 белый слон · e1 белая ладья · h1 белый король | b8 чёрный слон · c8 чёрная ладья · g8 чёрный король · f7 чёрная пешка · g7 чёрная пешка · c6 чёрная пешка · h6 чёрная пешка · d5 чёрная пешка · e4 белая пешка · a3 белая пешка · b3 чёрная ладья · f3 белая пешка · h3 белый конь · b2 белая пешка · e2 белая ладья · g2 белая пешка · h2 чёрный конь · c1 белый слон · e1 белая ладья · h1 белый король | b8 чёрный слон · c8 чёрная ладья · g8 чёрный король · f7 чёрная пешка · g7 чёрная пешка · c6 чёрная пешка · h6 чёрная пешка · d5 чёрная пешка · e4 белая пешка · a3 белая пешка · b3 чёрная ладья · f3 белая пешка · h3 белый конь · b2 белая пешка · e2 белая ладья · g2 белая пешка · h2 чёрный конь · c1 белый слон · e1 белая ладья · h1 белый король | b8 чёрный слон · c8 чёрная ладья · g8 чёрный король · f7 чёрная пешка · g7 чёрная пешка · c6 чёрная пешка · h6 чёрная пешка · d5 чёрная пешка · e4 белая пешка · a3 белая пешка · b3 чёрная ладья · f3 белая пешка · h3 белый конь · b2 белая пешка · e2 белая ладья · g2 белая пешка · h2 чёрный конь · c1 белый слон · e1 белая ладья · h1 белый король | b8 чёрный слон · c8 чёрная ладья · g8 чёрный король · f7 чёрная пешка · g7 чёрная пешка · c6 чёрная пешка · h6 чёрная пешка · d5 чёрная пешка · e4 белая пешка · a3 белая пешка · b3 чёрная ладья · f3 белая пешка · h3 белый конь · b2 белая пешка · e2 белая ладья · g2 белая пешка · h2 чёрный конь · c1 белый слон · e1 белая ладья · h1 белый король | b8 чёрный слон · c8 чёрная ладья · g8 чёрный король · f7 чёрная пешка · g7 чёрная пешка · c6 чёрная пешка · h6 чёрная пешка · d5 чёрная пешка · e4 белая пешка · a3 белая пешка · b3 чёрная ладья · f3 белая пешка · h3 белый конь · b2 белая пешка · e2 белая ладья · g2 белая пешка · h2 чёрный конь · c1 белый слон · e1 белая ладья · h1 белый король | 3 |
| 2 | b8 чёрный слон · c8 чёрная ладья · g8 чёрный король · f7 чёрная пешка · g7 чёрная пешка · c6 чёрная пешка · h6 чёрная пешка · d5 чёрная пешка · e4 белая пешка · a3 белая пешка · b3 чёрная ладья · f3 белая пешка · h3 белый конь · b2 белая пешка · e2 белая ладья · g2 белая пешка · h2 чёрный конь · c1 белый слон · e1 белая ладья · h1 белый король | b8 чёрный слон · c8 чёрная ладья · g8 чёрный король · f7 чёрная пешка · g7 чёрная пешка · c6 чёрная пешка · h6 чёрная пешка · d5 чёрная пешка · e4 белая пешка · a3 белая пешка · b3 чёрная ладья · f3 белая пешка · h3 белый конь · b2 белая пешка · e2 белая ладья · g2 белая пешка · h2 чёрный конь · c1 белый слон · e1 белая ладья · h1 белый король | b8 чёрный слон · c8 чёрная ладья · g8 чёрный король · f7 чёрная пешка · g7 чёрная пешка · c6 чёрная пешка · h6 чёрная пешка · d5 чёрная пешка · e4 белая пешка · a3 белая пешка · b3 чёрная ладья · f3 белая пешка · h3 белый конь · b2 белая пешка · e2 белая ладья · g2 белая пешка · h2 чёрный конь · c1 белый слон · e1 белая ладья · h1 белый король | b8 чёрный слон · c8 чёрная ладья · g8 чёрный король · f7 чёрная пешка · g7 чёрная пешка · c6 чёрная пешка · h6 чёрная пешка · d5 чёрная пешка · e4 белая пешка · a3 белая пешка · b3 чёрная ладья · f3 белая пешка · h3 белый конь · b2 белая пешка · e2 белая ладья · g2 белая пешка · h2 чёрный конь · c1 белый слон · e1 белая ладья · h1 белый король | b8 чёрный слон · c8 чёрная ладья · g8 чёрный король · f7 чёрная пешка · g7 чёрная пешка · c6 чёрная пешка · h6 чёрная пешка · d5 чёрная пешка · e4 белая пешка · a3 белая пешка · b3 чёрная ладья · f3 белая пешка · h3 белый конь · b2 белая пешка · e2 белая ладья · g2 белая пешка · h2 чёрный конь · c1 белый слон · e1 белая ладья · h1 белый король | b8 чёрный слон · c8 чёрная ладья · g8 чёрный король · f7 чёрная пешка · g7 чёрная пешка · c6 чёрная пешка · h6 чёрная пешка · d5 чёрная пешка · e4 белая пешка · a3 белая пешка · b3 чёрная ладья · f3 белая пешка · h3 белый конь · b2 белая пешка · e2 белая ладья · g2 белая пешка · h2 чёрный конь · c1 белый слон · e1 белая ладья · h1 белый король | b8 чёрный слон · c8 чёрная ладья · g8 чёрный король · f7 чёрная пешка · g7 чёрная пешка · c6 чёрная пешка · h6 чёрная пешка · d5 чёрная пешка · e4 белая пешка · a3 белая пешка · b3 чёрная ладья · f3 белая пешка · h3 белый конь · b2 белая пешка · e2 белая ладья · g2 белая пешка · h2 чёрный конь · c1 белый слон · e1 белая ладья · h1 белый король | b8 чёрный слон · c8 чёрная ладья · g8 чёрный король · f7 чёрная пешка · g7 чёрная пешка · c6 чёрная пешка · h6 чёрная пешка · d5 чёрная пешка · e4 белая пешка · a3 белая пешка · b3 чёрная ладья · f3 белая пешка · h3 белый конь · b2 белая пешка · e2 белая ладья · g2 белая пешка · h2 чёрный конь · c1 белый слон · e1 белая ладья · h1 белый король | 2 |
| 1 | b8 чёрный слон · c8 чёрная ладья · g8 чёрный король · f7 чёрная пешка · g7 чёрная пешка · c6 чёрная пешка · h6 чёрная пешка · d5 чёрная пешка · e4 белая пешка · a3 белая пешка · b3 чёрная ладья · f3 белая пешка · h3 белый конь · b2 белая пешка · e2 белая ладья · g2 белая пешка · h2 чёрный конь · c1 белый слон · e1 белая ладья · h1 белый король | b8 чёрный слон · c8 чёрная ладья · g8 чёрный король · f7 чёрная пешка · g7 чёрная пешка · c6 чёрная пешка · h6 чёрная пешка · d5 чёрная пешка · e4 белая пешка · a3 белая пешка · b3 чёрная ладья · f3 белая пешка · h3 белый конь · b2 белая пешка · e2 белая ладья · g2 белая пешка · h2 чёрный конь · c1 белый слон · e1 белая ладья · h1 белый король | b8 чёрный слон · c8 чёрная ладья · g8 чёрный король · f7 чёрная пешка · g7 чёрная пешка · c6 чёрная пешка · h6 чёрная пешка · d5 чёрная пешка · e4 белая пешка · a3 белая пешка · b3 чёрная ладья · f3 белая пешка · h3 белый конь · b2 белая пешка · e2 белая ладья · g2 белая пешка · h2 чёрный конь · c1 белый слон · e1 белая ладья · h1 белый король | b8 чёрный слон · c8 чёрная ладья · g8 чёрный король · f7 чёрная пешка · g7 чёрная пешка · c6 чёрная пешка · h6 чёрная пешка · d5 чёрная пешка · e4 белая пешка · a3 белая пешка · b3 чёрная ладья · f3 белая пешка · h3 белый конь · b2 белая пешка · e2 белая ладья · g2 белая пешка · h2 чёрный конь · c1 белый слон · e1 белая ладья · h1 белый король | b8 чёрный слон · c8 чёрная ладья · g8 чёрный король · f7 чёрная пешка · g7 чёрная пешка · c6 чёрная пешка · h6 чёрная пешка · d5 чёрная пешка · e4 белая пешка · a3 белая пешка · b3 чёрная ладья · f3 белая пешка · h3 белый конь · b2 белая пешка · e2 белая ладья · g2 белая пешка · h2 чёрный конь · c1 белый слон · e1 белая ладья · h1 белый король | b8 чёрный слон · c8 чёрная ладья · g8 чёрный король · f7 чёрная пешка · g7 чёрная пешка · c6 чёрная пешка · h6 чёрная пешка · d5 чёрная пешка · e4 белая пешка · a3 белая пешка · b3 чёрная ладья · f3 белая пешка · h3 белый конь · b2 белая пешка · e2 белая ладья · g2 белая пешка · h2 чёрный конь · c1 белый слон · e1 белая ладья · h1 белый король | b8 чёрный слон · c8 чёрная ладья · g8 чёрный король · f7 чёрная пешка · g7 чёрная пешка · c6 чёрная пешка · h6 чёрная пешка · d5 чёрная пешка · e4 белая пешка · a3 белая пешка · b3 чёрная ладья · f3 белая пешка · h3 белый конь · b2 белая пешка · e2 белая ладья · g2 белая пешка · h2 чёрный конь · c1 белый слон · e1 белая ладья · h1 белый король | b8 чёрный слон · c8 чёрная ладья · g8 чёрный король · f7 чёрная пешка · g7 чёрная пешка · c6 чёрная пешка · h6 чёрная пешка · d5 чёрная пешка · e4 белая пешка · a3 белая пешка · b3 чёрная ладья · f3 белая пешка · h3 белый конь · b2 белая пешка · e2 белая ладья · g2 белая пешка · h2 чёрный конь · c1 белый слон · e1 белая ладья · h1 белый король | 1 |
|   | a | b | c | d | e | f | g | h |   |

Для того, чтобы размен был выгоден, разменивающей стороне необходимо иметь определённые позиционные мотивы к нему. Например, Арон Нимцович в своей книге «Моя система» выделил три таких мотива:
1. Занять линию без потери времени
2. Уничтожить защищающую фигуру
3. Не терять времени на отступления

Второй мотив отражается в жертве: если ценность уничтожающей фигуры меньше суммы ценностей уничтожаемой и выигрываемой фигуры, то размен выгоден.
Первые два случая продемонстрированы на диаграмме. Конь чёрных застрял на h2. Его защищает слон b8. Этот мотив становится причиной серии разменов.
1. ed cd
Размен, открывающий без потери времени линию «е» для белых ладей (первый случай).
2. Ле8+ Л:е8
3. Л:е8+
Размен ладей позволил белым захватить 8-ю горизонталь (первый случай).
4... Крh7
5. Л:b8 Л:b8
Защищающая фигура уничтожается (второй случай).
6. Kp:h2
У белых две лёгкие фигуры за ладью и выигрышная позиция.

## Размен в дебюте
В таких дебютах, как французская защита, славянская защита, защита Каро — Канн, дебют Сокольского и испанская партия, есть разменный вариант.